# Joan III de Portugal
Joan III de Portugal, dit el Piadós (Lisboa, 1502 - ibíd., 1557) fou rei de Portugal (1521-1557).

## Orígens familiars
Fill del rei Manuel I de Portugal i la seva segona esposa Maria d'Aragó, va néixer a la capital del regne el 6 de juny de 1502.
Per línia materna era net dels Reis Catòlics i fou germà del també futur rei Enric I de Portugal.

## Infància
Fou declarat hereu del tron el 1503 i va rebre una excel·lent educació, amb personalitats de l'època com l'astròleg Tomàs de Torres, el bisbe de Viseu Dídac d'Ortiz i l'humanista Lluís Teixeira.
Als setze anys es va concretar el seu matrimoni amb la seva cosina Elionor d'Habsburg, filla de Joana I de Castella i Felip el Bell. Finalment, però, aquesta es casà amb el seu pare que havia quedat vidu. L'infant Joan va prendre aquesta decisió com una ofensa a la seva persona i a partir d'aquell moment va canviar d'actitud, tornant-se melancòlic i, segons alguns historiadors, aquesta fou la raó de la seva transformació en un fervorós de la religió.

## Ascens al tron
El 19 de desembre de 1521 fou coronat i aclamat a l'església de Sant Domènec de Lisboa rei de Portugal, iniciant així un regnat de trenta-sis anys, caracteritzat per la intensa activitat política interna i externa i especialment per les relacions amb altres estats europeus.
El matrimoni de la germana de Joan, Isabel de Portugal, amb el rei Carles I de Castella va permetre al rei portuguès augmentar la seva aliança amb la Monarquia Hispànica i el Sacre Imperi Romanogermànic. Per enfortir encara més aquests llaços, es va casar amb la seva cosina materna Caterina d'Habsburg, germana de Carles I.
Joan III va continuar centralitzant els poders absolutistes dels seus predecessors. Va reunir les Corts només tres vegades i amb grans intervals: el 1525 a Torres Novas, el 1535 a Évora i el 1544 a Almeirim. Va intentar també reestructurar la vida judicial i administrativa del seu regne.

## Declivi
Cap al final del regnat de Joan III, Portugal va entrar en un període de crisi econòmica, social i política, resultat del declivi del poder portuguès.

### Pressions econòmiques
L'extens i dispers imperi portuguès resultava car i complicat d'administrar i estava associat a un important deute extern i a un dèficit comercial. Els interessos portuguesos de l'Índia es van tornar més caòtics sota la feble administració dels seus ambiciosos governants. Les fallides en l'administració van dur al declivi del monopoli del comerç portuguès.
Durant el regnat de Joan III, alguns dels governadors de la regió van ser Vasco da Gamma, Nuno da Cunha o João de Castro.

### La companyia de Jesús i el conflicte social
L'establiment de la companyia de Jesús el 1534, aprovat pel Papa Pau III, i la introducció de la Inquisició el 1536, resultat del fanatisme religiós del rei, foren també causes de la crisi econòmica del país.
Joan III estava tan entusiasmat per la introducció de la Inquisició que va gastar enormes quantitats d'or en ambaixades al Papa. Mentre que el paper de la Companyia de Jesús en l'evangelització de les terres d'ultramar era destacable, a Portugal la Companyia va tenir un impacte devastador, drenant or de l'Imperi, ofert pel mateix rei, amb la finalitat de construir nombrosos edificis religiosos. Els jesuïtes van propiciar també un ambient d'inestabilitat entre algunes parts de la noblesa, la majoria dels ordes religiosos existents i en les universitats que la veien com un rival per culpa del seu fanatisme religiós. Finalment, l'impacte directe de la Inquisició en l'economia portuguesa va estar en part relacionat amb la persecució religiosa de nombrosos mercaders jueus, que van ser assassinats o que van fugir del país.

### Pressions militars
L'imperi d'ultramar estava amenaçat pels turcs, tant a l'oceà Índic com al nord d'Àfrica per la qual cosa Portugal va començar a gastar més diners en defensa i en fortificacions. A l'altre costat d'Àfrica, a l'oceà Atlàntic, els vaixells portuguesos sofrien els continus atacs dels pirates. Així mateix, els francesos van establir una colònia al Brasil, creant un altre front per a Portugal. Els francesos es van aliar amb els nadius contra els portuguesos i van utilitzar intervencions polítiques.
Durant el primer any del regnat de Joan III, les exploracions van continuar i els portuguesos van arribar fins a la Xina i el Japó. Tot i això, aquest assoliment es va veure deslluït per les pressions de l'Imperi Otomà sota el comandament de Suleiman el Magnífic, especialment a l'Índia on els atacs es van tornar més freqüents. Les despeses per a defensar els interessos van ser enormes i, per a pagar-los, Joan III va abandonar algunes de les places del nord d'Àfrica, com Safim, Azamor i Arzila).

### Crisi dinàstica
Un altre dels factors que va influir en l'inici del declivi de l'imperi va ser la crisi dinàstica provocada per la seva mort sense deixar cap fill viu. Els matrimonis de diverses infantes amb castellans i aragonesos, van ser conseqüència de l'annexió de Portugal per part del rei Felip II de Castella després de la prematura mort de l'hereu de Joan, el seu net Sebastià I de Portugal, seguida de la mort del cardenal Enric I de Portugal, hereu de Sebastià.

## Relacions internacionals

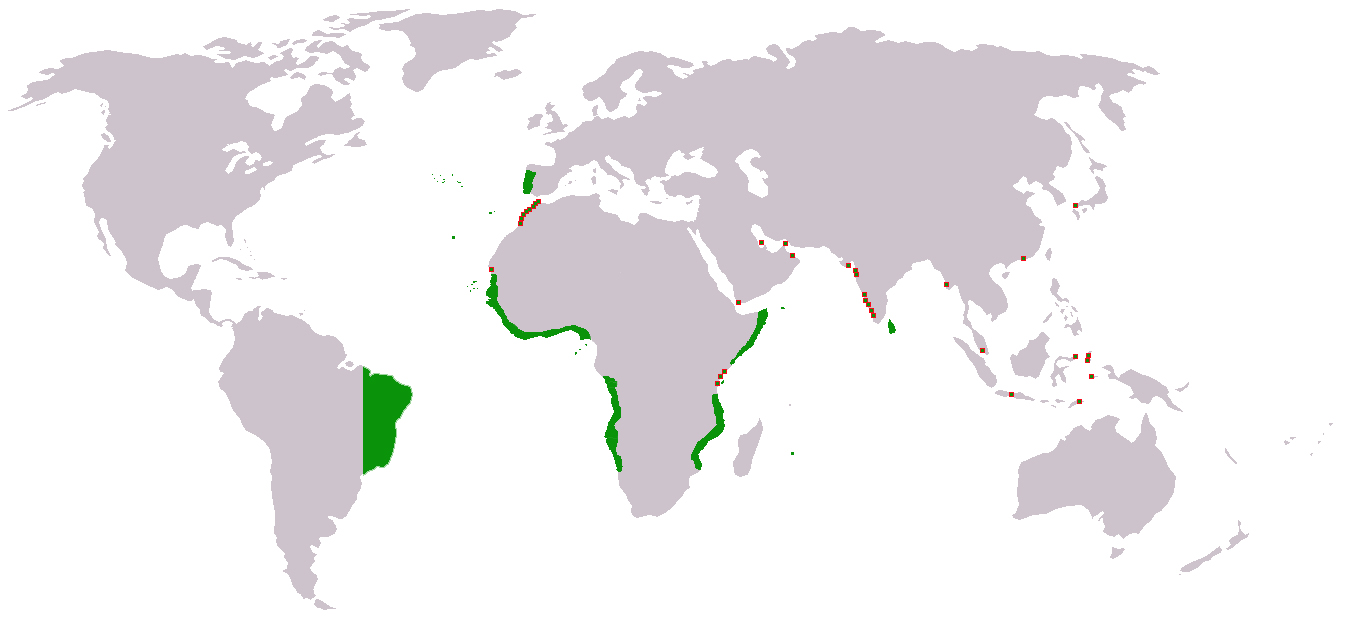
L'imperi portuguès durant el regnat de Joan III

Pel que fa a les relacions internacionals, el regnat de Joan III es va caracteritzar per la diplomàcia. Amb la Monarquia Hispànica va realitzar aliança a través dels matrimonis per a assegurar la pau en la península Ibèrica. No obstant això, el matrimoni entre els membres de la família reial portuguesa i la castellano-aragonesa va ser tal vegada un dels factors de la fragilitat dels seus fills, inclòs el futur rei Sebastià.
Joan III va romandre neutral durant la guerra que va enfrontar a França amb la Dinastia Habsburg, però va repel·lir amb fermesa els atacs dels corsaris francesos. Va estrènyer les relacions amb Roma introduint la Inquisició al Regne i amb l'adhesió del clergat portuguès a la Contrarreforma. Les bones relacions amb l'Església Catòlica van permetre que Joan nomenés a qui volgués per als llocs eclesiàstics destacats del país; els seus germans Enric i Alfons es van convertir en cardenals i el seu fill natural, Eduard, va ser nomenat arquebisbe de Braga.
Les relacions comercials es van intensificar amb Anglaterra, els països del Bàltic i amb Flandes. Portugal va ser el primer país europeu d'entrar en contacte amb la Xina i el Japó. Xina va oferir Macau als portuguesos, i Portugal prengué el control de les principals rutes comercials de l'àrea. Al sud, els portuguesos van continuar amb la seva actitud hostil contra els líders insurgents musulmans de l'Índia. A les illes Moluques, Joan va aconseguir una important victòria política, assegurant el control de l'àrea enfront de les reclamacions hispanes.

## Inquisició
Joan III va introduir la Inquisició a Portugal el 1536. Igual que a Castella, la Inquisició va quedar sota l'autoritat del rei. El Gran Inquisidor era designat pel Papa després que el rei el triés, sempre entre els membres de la família real. El Gran Inquisidor era l'encarregat de nomenar altres inquisidors menors. El primer Gran Inquisidor portuguès va ser el cardenal Enric, que més tard es va convertir en rei. Existien Corts de la Inquisició a Lisboa, Coïmbra i Évora. El 1560 la Inquisició es va establir a Goa, i a causa de les seves intervencions la demografia d'aquesta ciutat va canviar per a sempre.
L'activitat de les Corts es va ampliar a la censura dels llibres, l'endevinació, la bruixeria i la bigàmia durant el seu regnat. La censura dels llibres va tenir una destacada influència en l'evolució cultural portuguesa, mantenint al país en un retard cultural. Orientada al principi per a actuacions religioses, la Inquisició va acabar influint en gairebé tots els aspectes de la societat portuguesa: la política, la cultura i la societat.

## Núpcies i descendents
Es va casar el 5 de febrer de 1225 a la ciutat de Salamanca amb Caterina d'Habsburg, filla petita de Joana I de Castella i Felip el Bell. D'aquesta unió van néixer:
- l'infant Alfons de Portugal (1526)
- la infanta Maria de Portugal (1527-1545), casada el 1543 amb Felip II de Castella
- la infanta Isabel de Portugal (1529)
- la infanta Beatriu de Portugal (1530)
- l'infant Manuel de Portugal (1531-1537), príncep hereu el 1535
- l'infant Felip de Portugal (1533-1539), príncep hereu el 1537
- l'infant Dionís de Portugal (1535-1537)
- l'infant Joan de Portugal (1537-1554), príncep hereu el 1539 i pare de Sebastià I de Portugal
- l'infant Antoni de Portugal (1539-1540)

Joan III morí l'11 de juny de 1557 i fou succeït pel seu net Sebastià I de Portugal, fill del príncep hereu Joan de Portugal que morí dies abans del naixement del seu fill.